# Joe Hachem
Joseph Hachem (født 3. november 1966) er en professionel libanesisk og australsk pokerspiller. Nu bor han i USA, hvor han i 2005 vandt World Series of Poker (WSOP) Main Event og 7,5 millioner amerikanske dollar.

## Privat
Hachem er født i Libanon, men opvokset i Australien sammen med sin bror Tony, hvor familien flyttede til i 1972. I 2002 opgav han en karriere som kiropraktor, fordi han havde en sjælden blodsygdom i kroppen. Derfor begyndte han at spille poker. Joe er gift med Jeanie Hachem. Sammen har de fire børn: Anthony, Justine, Daniel og James.

## World Series of Poker 2005
Før han vandt Main Event, blev han nr. 10 i en $1.000 No-Limit Hold'em WSOP-turnering, som gav $25.850. Hachem vandt i 2005 World Series of Poker (WSOP) Main Event. En $10.000 No-Limit Hold'em-turnering, hvor 5.619 spillere deltog. På finalebordet var hans shortstack helt indtil, der kun var tre spillere tilbage. Han havde ikke vundet en eneste pot, men det fik han lavet om på til slut.
Hachem havde ikke kvalificeret via internettet, men derimod betalt buy.in'et på $10.000. Under den store turnering, var Hachem sponsoreret af verdens største spilleudbyder PokerStars.com, der tidligere havde haft WSOP Main Event-vindere (2003 og 2004). Turneringen gav et udbytte på 7,5 millioner dollar.

## Efter WSOP
Ved 2006-udgaven af WSOP Main Event scorede Hachem "blot" lidt under $43.000, da han blev nr. 238. Samme år i en $2.500-Pot Limit Hold'em-turnering blev han nr. 4, da den senere vinder af samme turnering, John Gale, bad beat'ed Hachem. Dog indbragte denne placering ham ca. $90.000.
I december 2006 vandt Joe Hachem sin første World Poker Tour (WPT)-titel, da han på Bellagio Casino i Las Vegas vandt næsten $2,2 millioner. Udover denne titel, har han yderligere vundet $32.000 på WPT. Han har også opnået et finalebord på World Series of Poker Circuit og medvirket i sæson 3 af poker tv-showet Poker Superstars – dog uden succes. Foruden Doyle Brunson, Carlos Mortensen, Scotty Nguyen og Dan Harrington er han ene om at have vundet en WSOP Main Event-titel, samt en WPT-titel.
Næste år optrådte han i Poker After Dark, hvor han vandt $120.000. Her var han oppe imod tidligere Main Event-vindere i form af Doyle Brunson, Greg Raymer, Jamie Gold, Huck Seed og Johnny Chan. I slutningen af 2007 vandt han også PokerStars' APPT Tournement of Champions. Det var en begivenhed, hvor tidligere vindere fra APPT-turneringer deltog. Han besejrede bl.a. Greg Raymer, Chris Moneymaker og Isabelle Mercier, der alle er medlemmer af Team PokerStars Pro.
Den seneste store turnering Hachem har cashet i, var da han var i Europa, og spille European Poker Tour (EPT). Det var 4. sæson han spillede og eventen var sæsonfinalen i Monte Carlo (EPT Grand Final). Her blev han nr. 11 og vandt € 101.000.
Gennem sin ellers korte spillerkarriere, har han vundet over 10.7 millioner dollar.